# Mildred Wileyová
Mildred Olive Wileyová (3. prosince 1901 – 7. února 2000) byla americká skokanka, která na letních olympijských hrách v roce 1928 získal bronzovou medaili ve skoku do výšky. Po manželství změnila své příjmení na Dee a porodila pět dětí.